# Hoa hậu Hoàn vũ 2007
Hoa hậu Hoàn vũ 2007 là cuộc thi Hoa hậu Hoàn vũ lần thứ 56 được tổ chức vào ngày 28 tháng 5 năm 2007 tại Nhà hát Thính phòng Quốc gia, Thành phố Mexico, thủ đô Mexico. Cuộc thi diễn ra từ ngày 30 tháng 4 tới ngày 28 tháng 5 năm 2007. Cuộc thi có tổng cộng 77 thí sinh đến từ các quốc gia và vùng lãnh thổ khác nhau trên thế giới. Cuối buổi đêm chung kết, Hoa hậu Hoàn vũ 2006 Zuleyka Rivera đến từ Puerto Rico đã trao lại vương miện cho Riyo Mori đến từ Nhật Bản. Đây là chiến thắng thứ hai của quốc gia này trong lịch sử cuộc thi.

## Kết quả

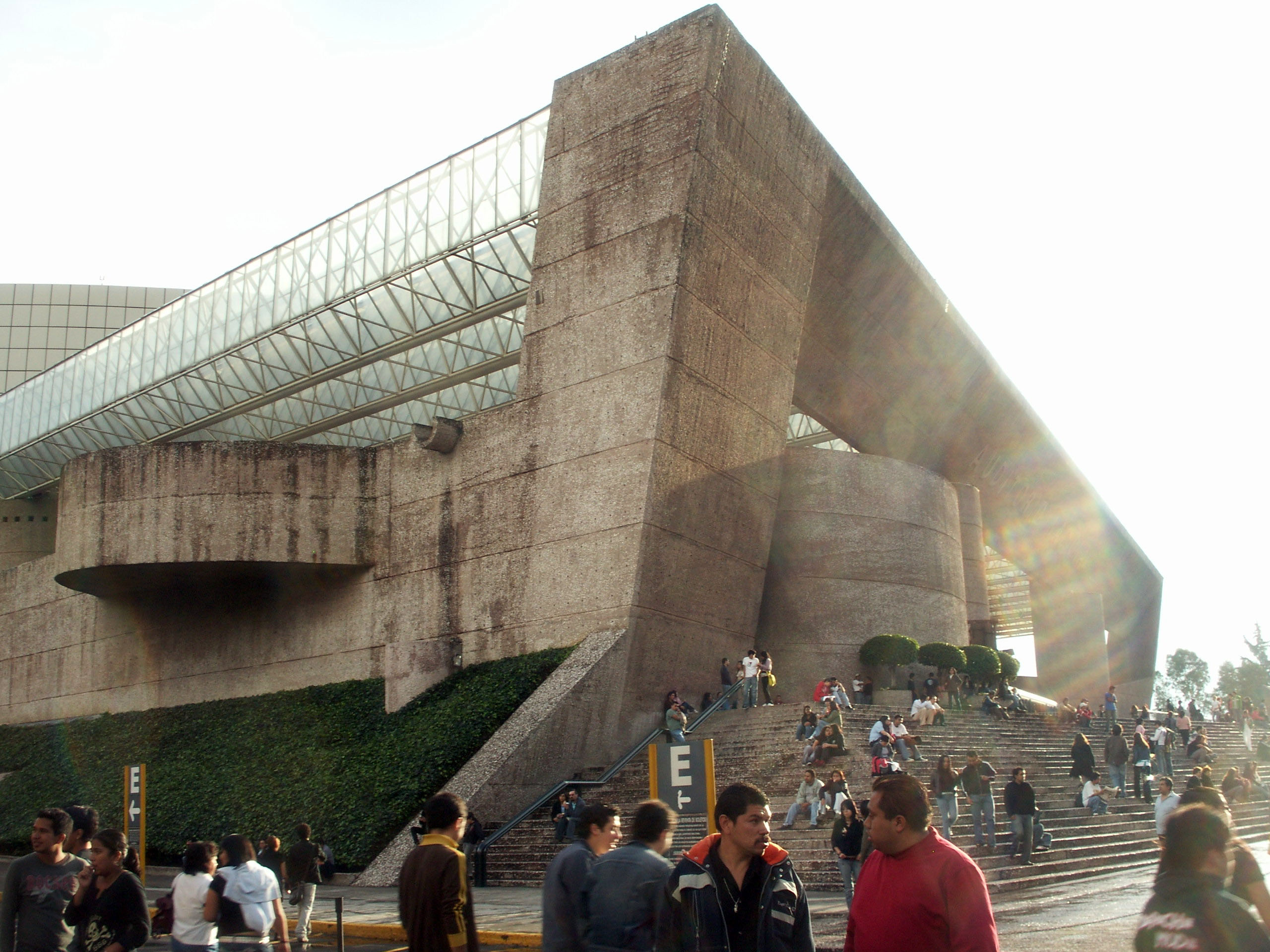
Nhà hát Thính phòng Quốc gia ở Thành phố México, địa điểm chính thức diễn ra cuộc thi Hoa hậu Hoàn vũ 2007.

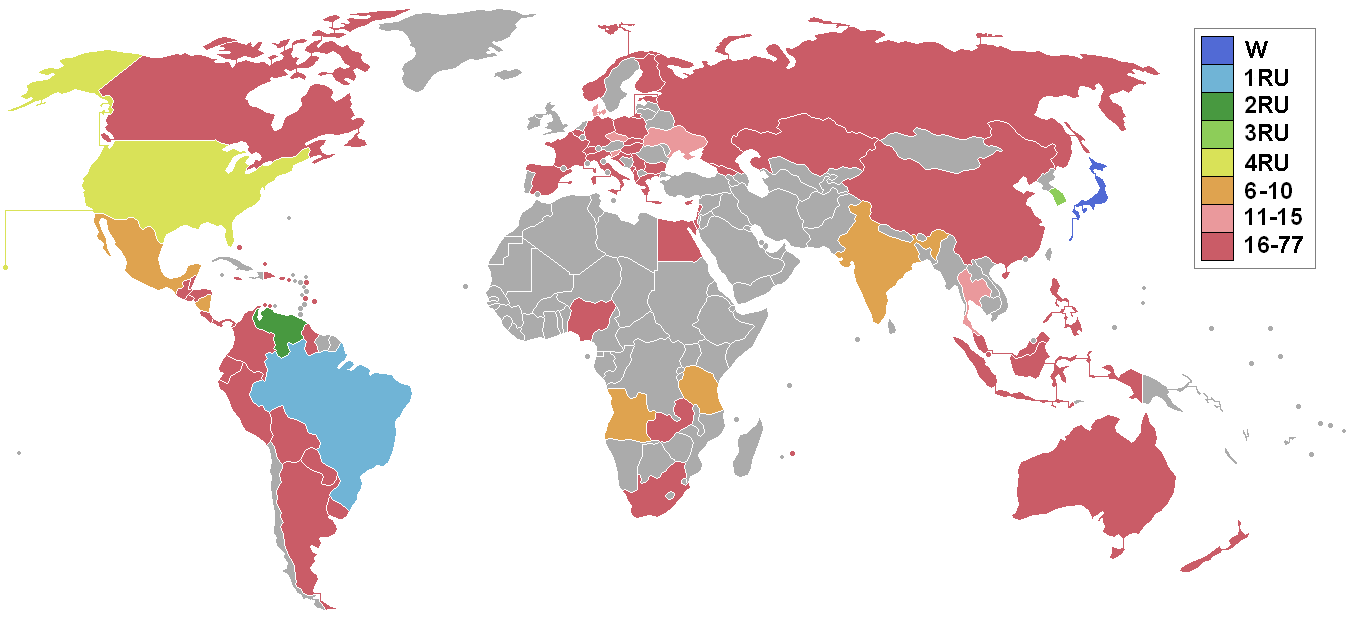
Các quốc gia và lãnh thổ tham gia Hoa hậu Hoàn vũ 2007 và kết quả.

### Thứ hạng
| Kết quả              | Thí sinh |
| -------------------- | --- |
| Hoa hậu Hoàn vũ 2007 | - Nhật Bản – Riyo Mori |
| Á hậu 1              | - Brazil – Natalia Guimaraes |
| Á hậu 2              | - Venezuela – Ly Jonaitis |
| Á hậu 3              | - Hàn Quốc – Honey Lee |
| Á hậu 4              | - Hoa Kỳ – Rachel Smith |
| Top 10               | - Angola – Micaela Reis - Ấn Độ – Puja Gupta - Mexico – Rosa María Ojeda - Nicaragua – Xiomara Blandino - Tanzania – Flaviana Matata               |
| Top 15               | - Cộng hòa Séc – Lucie Hadasová - Đan Mạch – Žaklina Šojić - Slovenia – Tjaša Kokalj - Ukraine – Lyudmila Bikmullina - Thái Lan – Farung Yuthithum |

### Bảng điểm chính thức
| Quốc gia/Lãnh thổ | Áo tắm     | Dạ hội     |
| ----------------- | ---------- | ---------- |
| Nhật Bản          | 9.599 (1)  | 8.943 (4)  |
| Brazil            | 9.560 (2)  | 9.599 (1)  |
| Venezuela         | 8.971 (7)  | 9.510 (2)  |
| Hàn Quốc          | 9.458 (3)  | 9.183 (3)  |
| Hoa Kỳ            | 8.995 (6)  | 8.754 (5)  |
| Tanzania          | 9.223 (4)  | 8.488 (6)  |
| Angola            | 9.150 (5)  | 8.363 (7)  |
| Mexico            | 8.527 (9)  | 7.850 (8)  |
| Ấn Độ             | 8.548 (8)  | 7.825 (9)  |
| Nicaragua         | 8.171 (10) | 7.674 (10) |
| Slovenia          | 8.163 (11) |            |
| Cộng hòa Séc      | 8.113 (12) |            |
| Đan Mạch          | 7.969 (13) |            |
| Thái Lan          | 7.940 (14) |            |
| Ukraine           | 7.900 (15) |            |

     Hoa hậu
     Á hậu 1
     Á hậu 2
     Á hậu 3
     Á hậu 4
     Top 10
     Top 15
(#)  Xếp hạng ở mỗi vòng thi

### Các giải thưởng đặc biệt
| Giải thưởng        | Thí sinh                        |
| ------------------ | ------------------------------- |
| Hoa hậu Thân thiện | - Trung Quốc – Trương Ninh Ninh |
| Hoa hậu Ảnh        | - Philippines – Anna Licaros    |

### Trình diễn áo tắm đẹp nhất
| Kết quả     | Thí sinh |
| ----------- | --- |
| Chiến thắng | - Nhật Bản – Riyo Mori |
| Á hậu 1     | - Brazil – Natalia Guimaraes |
| Á hậu 2     | - Hàn Quốc – Honey Lee |
| Á hậu 3     | - Tanzania – Flaviana Matata |
| Á hậu 4     | - Angola – Micaela Reis |
| Top 10      | - Hoa Kỳ – Rachel Smith - Venezuela – Ly Jonaitis - Ấn Độ – Puja Gupta - Mexico – Rosa María Ojeda - Nicaragua – Xiomara Blandino |

### Trang phục dạ hội đẹp nhất
| Kết quả     | Thí sinh |
| ----------- | --- |
| Chiến thắng | - Brazil – Natalia Guimaraes |
| Á hậu 1     | - Venezuela – Ly Jonaitis |
| Á hậu 2     | - Hàn Quốc – Honey Lee |
| Á hậu 3     | - Nhật Bản – Riyo Mori |
| Á hậu 4     | - Hoa Kỳ – Rachel Smith |
| Top 10      | - Tanzania – Flaviana Matata - Angola – Micaela Reis - Mexico – Rosa María Ojeda - Ấn Độ – Puja Gupta - Nicaragua – Xiomara Blandino |

### Thứ tự công bố
| 1. Venezuela 2. Thái Lan 3. Đan Mạch 4. Nicaragua 5. Angola 6. Slovenia 7. Hoa Kỳ 8. Brazil 9. Ấn Độ 10. Mexico 11. Nhật Bản 12. Ukraine 13. Tanzania 14. Hàn Quốc 15. Cộng hòa Séc | 1. Brazil 2. Ấn Độ 3. Nhật Bản 4. Angola 5. Venezuela 6. Hoa Kỳ 7. Hàn Quốc 8. Tanzania 9. Nicaragua 10. Mexico | 1. Venezuela 2. Hàn Quốc 3. Brazil 4. Hoa Kỳ 5. Nhật Bản |

## Nhạc nền
- Giới thiệu, trình diễn trang phục dân tộc: "Say It Right" của Nelly Furtado
- Phần thi áo tắm: "Wanna Play", "Cariño Mio", và "Money Money" của RBD (Trình diễn trực tiếp)
- Phần thi trang phục dạ hội: "(When You Gonna) Give It Up to Me" của Sean Paul, Keyshia Cole

## Giám khảo

### Sơ khảo
Có tất cả 07 giám khảo trong vòng sơ khảo:
- Adel Chabbi – Họa sĩ người Pháp
- Luis de Llano Macedo – Nhà sản xuất điện ảnh người Mexico.
- Fred Howard – Người mẫu Mỹ
- Dimitris Margetas – Doanh nhân người Bỉ
- Justine Pasek – Hoa hậu Hoàn vũ 2002 đến từ Panama
- Leigh Rossini – Nhà báo Mỹ
- Thuy Tran – Nhà thiết kế thời trang người Mỹ gốc Việt.

### Chung kết
Những giám khảo sau đã đánh giá các thí sinh trong đêm chung kết. Christiane Martel đã được mời làm giám khảo một ngày trước khi đêm chung kết diễn ra:
- Tony Romo – Cầu thủ đội bóng bầu dục Dallas Cowboys
- James Kyson Lee – Diễn viên phim Giải cứu thế giới
- Nina Garcia –  Giám khảo của chương trình "Project Runway", giám đốc thời trang của tạp chí Elle
- Dave Navarro – Ngôi sao nhạc Rock người Mỹ gốc Mexico
- Dayanara Torres – Hoa hậu Hoàn vũ 1993 đến từ Puerto Rico
- Mauricio Islas – Diễn viên người Mexico
- Lindsay Clubine – Người mẫu của "Deal or No Deal"
- Marc Bouwer – Nhà thiết kế thời trang
- Christiane Martel – Hoa hậu Hoàn vũ 1953 đến từ Pháp
- Michelle Kwan – Nhà vô địch thế giới, huy chương bạc Thế vận hội năm 1998, và huy chương đồng Olympic năm 2002 trượt băng nghệ thuật

## Thí sinh
Cuộc thi có tổng cộng 80 thí sinh tham gia:
| Quốc gia/Lãnh thổ    | Thí sinh               |
| -------------------- | ---------------------- |
| Albania              | Sadina Alla            |
| Angola               | Micaela Reis           |
| Antigua & Barbuda    | Stephanie Winter       |
| Argentina            | Daniela Stucan         |
| Aruba                | Carolina Raven         |
| Úc                   | Kimberley Busteed      |
| Bahamas              | Trinere Lynes          |
| Barbados             | Jewel Garner           |
| Bỉ                   | Annelien Coorevits     |
| Belize               | Maria Jeffery          |
| Bolivia              | Jessica Jordan         |
| Brasil               | Natália Guimarães      |
| Bulgaria             | Gergana Kochanova      |
| Canada               | Inga Skaya             |
| Trung Quốc           | Trương Ninh Ninh       |
| Colombia             | Eileen Roca            |
| Costa Rica           | Veronica González      |
| Croatia              | Jelena Maros           |
| Curaçao              | Naemi Monte            |
| Síp                  | Polyvia Achilleos      |
| Cộng hòa Séc         | Lucie Hadasová         |
| Đan Mạch             | Žaklina Šojić          |
| Cộng hòa Dominican   | Massiel Taveras        |
| Ecuador              | Lugina Cabezas         |
| Ai Cập               | Ehsan Hatem El-Kirdany |
| El Salvador          | Lissette Rodríguez     |
| Estonia              | Viktoria Azovskaja     |
| Phần Lan             | Noora Hautakangas      |
| Pháp                 | Rachel Legrain-Trapani |
| Georgia              | Ana Giorgelashvili     |
| Đức                  | Angelina Glass         |
| Hy Lạp               | Doukissa Nomikou       |
| Guatemala            | Alida Boer             |
| Guyana               | Meleesea Payne         |
| Honduras             | Wendy Salgado          |
| Hungary              | Ildikó Bóna            |
| Ấn Độ                | Puja Gupta             |
| Indonesia            | Agni Pratistha         |
| Israel               | Sharon Kenett          |
| Ý                    | Valentina Massi        |
| Jamaica              | Zahra Redwood          |
| Nhật Bản             | Riyo Mori              |
| Kazakhstan           | Gaukhar Rakhmetaliyeva |
| Hàn Quốc             | Honey Lee              |
| Liban                | Nadine Njeim           |
| Malaysia             | Adelaine Chin          |
| Mauritius            | Sandra Faro            |
| México               | Rosa María Ojeda       |
| Montenegro           | Snežana Bušković       |
| New Zealand          | Laural Barrett         |
| Nicaragua            | Xiomara Blandino       |
| Nigeria              | Ebinabo Potts-Johnson  |
| Na Uy                | Kirby Ann Basken       |
| Panama               | Sorangel Matos         |
| Paraguay             | María José Maldonado   |
| Perú                 | Jimena Elías           |
| Philippines          | Anna Theresa Licaros   |
| Ba Lan               | Dorota Gawron          |
| Puerto Rico          | Uma Blasini            |
| Nga                  | Tatiana Kotova         |
| Serbia               | Teodora Marčić         |
| Singapore            | Jessica Tan            |
| Slovakia             | Lucia Senášiová        |
| Slovenia             | Tjaša Kokalj           |
| Nam Phi              | Megan Coleman          |
| Tây Ban Nha          | Natalia Zabala         |
| St. Lucia            | Yoanna Henry           |
| Thụy Sĩ              | Christa Rigozzi        |
| Tanzania             | Flaviana Matata        |
| Thái Lan             | Farung Yuthithum       |
| Turks & Caicos       | Saneita Been           |
| Ukraina              | Lyudmila Bikmullina    |
| Uruguay              | Giannina Silva         |
| Hoa Kỳ               | Rachel Smith           |
| Quần đảo Virgin (Mỹ) | Renata Christian       |
| Venezuela            | Ly Jonaitis            |
| Zambia               | Rosemary Chileshe      |

## Thông tin về các cuộc thi quốc gia

### Tham gia lần đầu
- Montenegro
- Serbia
- Tanzania

### Trở lại
Lần cuối tham gia vào năm 2002:
- Honduras[2]

Lần cuối tham gia vào năm 2005:
- Barbados
- Belize
- Curaçao
- Ý

### Thay thế
- Mauritius – Melody Selvon chỉ mới 16 tuổi[3]. Quy định của cuộc thi là tất cả các thí sinh tham gia dự thi Hoa hậu Hoàn vũ phải trên 18 tuổi và Selvon đã được thay thế bởi Á hậu 1 Sandra Faro.

### Bỏ cuộc
- Chile
- Iceland
- Ireland
- Namibia
- Thụy Điển
- Ghana
- Ethiopia
- Sri Lanka
- Quần đảo Bắc Mariana
- Quần đảo Cayman
- St. Martin
- St. Vincent & Grenadines
- Latvia
- Trinidad & Tobago[4]
- Thổ Nhĩ Kỳ
- Anh Quốc

#### Không tham gia
- Sri Lanka – Aruni Rajapaksha ban đầu đại diện cho Sri Lanka trong cuộc thi[5] nhưng cô đã không tham gia. Cô ấy đã tham gia Hoa hậu Hoàn vũ 2008 một năm sau đó.

## Thông tin cuộc thi

### Chương trình
- Trước buổi chung kết được phát sóng truyền hình trực tiếp, tất cả thí sinh đã thi đấu tham gia hai phần thi Áo tắm và Trang phục Dạ hội ở vòng sơ khảo. Ngoài ra các thí sinh cũng tham gia vào các cuộc phỏng vấn với ban giám khảo.
- Trong buổi chung kết, 15 thí sinh xuất sắc nhất (dựa trên kết quả vòng sơ khảo và phỏng vấn) đã tham gia phần thi Áo tắm và Top 10 thí sinh đi tiếp tham gia phần thi Trang phục Dạ hội. Năm thí sinh cuối cùng tham gia vào phần thi ứng xử, trước khi công bố các vị trí Á hậu và ngôi vị Hoa hậu.
- Đây là năm đầu tiên kể từ năm 2002 mà điểm trung bình của các giám khảo được hiện trên truyền hình trực tiếp.
- Đây là lần đầu tiên kể từ năm 2001 mà câu hỏi đặt ra cho Top 5 đến từ các giám khảo. Các cuộc thi trước đây những câu hỏi ứng xử được hỏi bởi đương kim Hoa hậu Hoàn vũ hiện tại và các thí sinh ở Top 5 đặt ra cho nhau.

### Ghi nhận lịch sử
- Lần đầu tiên từ năm 1988 có tới 4 đại diện của châu Á lọt vào top 15 là Ấn Độ, Nhật Bản, Hàn Quốc và Thái Lan.
- Nhật Bản đoạt vương miện Hoa hậu Hoàn vũ lần thứ hai sau Akiko Kojima vào năm 1959.
- Puerto Rico đoạt Á hậu 1 vào năm 2005 và đăng quang năm 2006. Nhật Bản đoạt Á hậu 1 vào năm 2006 rồi đăng quang năm 2007.
- Brazil, Đan Mạch, Ấn Độ, Nhật Bản, México, Thái Lan, Ukraina và Hoa Kỳ cũng lọt vào Top bán kết tại Hoa hậu Hoàn vũ 2006.
- Slovenia và Tanzania lần đầu tiên lọt vào bán kết của cuộc thi. Đây là lần đầu tiên Tanzania tham dự còn Slovenia lần đầu tham dự năm 2001.
- Angola và Nicaragua giành thành tích cao nhất trong lịch sử từ trước đến nay với những vị trí xếp thứ 7 và thứ 10. Thí sinh Micaela Reis của Angola sau đó tham dự Hoa hậu Thế giới 2007 và đoạt Á hậu 1.
- Nicaragua lọt vào Top 10 sau một thời gian dài không đạt thành tích (lần cuối cùng nước này lọt vào bán kết là năm 1977). Hàn Quốc đoạt Á hậu 3 khi mà lần cuối cùng nước này lọt vào bán kết là năm 1988.
- Cộng hòa Séc lọt vào bán kết lần thứ 3 trong lịch sử.
- Philippines liên tục đoạt 3 danh hiệu Hoa hậu Ảnh từ năm 2005 đến nay.

### Vấn đề phần thi Trang phục dân tộc
- Mexico –  Vào tháng 4 năm 2007, vấn đề xung quanh bộ trang phục dân tộc của Rosa được dư luận chú ý. Bộ trang phục truyền thống cô mặc bị đánh giá là phản cảm vì nó miêu tả một số cảnh trong Chiến tranh Cristero, một cuộc khởi nghĩa của những người Thiên chúa giáo Mexico chống lại truyền thống thế tục hồi những năm 1920 khiến hàng ngàn người chết[6]. Trên chiếc váy truyền thống Mexico còn có cả những hình ảnh hàng người bị treo cổ, ngoài ra còn có dải thắt lưng đạn súng và chiếc vòng đeo hình thập tự[7]. Người thiết kế của chiếc váy cho biết nó thể hiện truyền thống và lịch sử của đất nước Mexico.
- Bộ trang phục truyền thống trên đã bị nhiều người phản đối kịch liệt do nó thể hiện những cảnh khá bạo lực và gợi nhắc lại một thời kỳ đau thương của Mexico. Jorge Camil, phóng viên báo La Jornada thậm chí còn ví Hoa hậu Mexico mặc chiếc váy này cũng như "Hoa hậu Mỹ mặc váy có in hình Ku Klux Klan" vậy[8]. Cuối cùng chiếc váy này đã bị loại bỏ[6] và trong phần thi trang phục dân tộc, Rosa đã mặc một chiếc váy khác in hình các loại nông phẩm và hoa trái của Mexico.